# José Alí Lebrún Moratinos
José Alí Lebrún Moratinos, venezuelski rimskokatoliški duhovnik, škof in kardinal, * 19. marec 1919, Puerto Cabello, † 21. februar 2001.

## Življenjepis
19. decembra 1943 je prejel duhovniško posvečenje.
2. avgusta 1956 je bil imenovan za pomožnega škofa Maracaibe; 2. septembra istega leta je prejel škofovsko posvečenje.
Pozneje je postal še: škof Maracayja (21. junij 1958) in škof Valencie (19. marca 1962). 
21. septembra 1972 je bil imenovan za nadškofa pomočnika Caracasa in za naslovnega nadškofa Voncarie; 24. maja 1980 je nasledil nadškofovski položaj.
2. februarja 1983 je bil povzdignjen v kardinala in imenovan za kardinal-duhovnika S. Pancrazio.
Upokojil se je 27. maja 1995.